# SLiM
SLiM (Simple Login Manager) è un login manager grafico desktop-independent per uso X Window System. SLiM punta ad essere leggero, completamente configurabile e adatto per tutte quelle macchine che non necessitano alcuna funzionalità di accesso remoto.

## Caratteristiche
Qui sono riportate le caratteristiche di SLiM:
- Supporto di PNG con trasparenza e Xft per i font con anti-alias
- Temi Esterni
- Configurazione delle opzioni di runtime: X server, comandi di login / shutdown / reboot
- Controllo degli input singolo (GDM-like) o doppio (XDM-like)
- Caricamento di un utente predefinito durante lo startup
- Messaggi di welcome / shutdown configurabili
- Selezione casuale del tema

## Requisiti
Requisiti per SLiM:
- X11: In informatica, l'X Window System è un sistema finestre per la visualizzazione di bitmap, che è trasparente rispetto alle reti di calco
- libpng: è la libreria di riferimento ufficiale della Portable Network Graphics. È una libreria indipendente dalla piattaforma che contiene funzioni C per la  gestione delle immagini PNG
- libjpeg: è una libreria gratuita con funzioni per la gestione del formato dati immagine JPEG. Implementa un codec JPEG insieme a varie utilità per la gestione dei dati JPEG.
- freetype: è una libreria software di funzioni che implementa un motore per la resa grafica dei font e può gestire un assortimento di formati di font digitali, tra cui TrueType, Type 1, e OpenType.